# Hillsong Worship
Hillsong es una banda australiana de música cristiana en Sídney, Australia. Fundado en 1983, en la Iglesia Hillsong. Ampliamente considerada como la banda cristiana más famosa e influyente mundialmente. Doce de sus álbumes fueron premiados por los premios Billboard en los EE. UU. La banda tiene algunos miembros representantes como: Darlene Zschech, Marty Sampson, Brooke Fraser, Reuben Morgan, y Joel Houston.

## Antecedentes
El grupo se formó en 1983 en Sídney, Australia, donde se encuentra la Iglesia Hillsong, mientras que ahora están repartidas por todo el mundo. Algunos de sus miembros se han desunido de la banda para formar una carrera exitosa de forma individual, los integrantes pioneros de la banda son: Darlene Zschech, Marty Sampson, Brooke Fraser, Reuben Morgan, y Joel Houston. Actualmente solo siguen Brooke Fraser y Reuben Morgan.La banda empezó llamándose Hillsong al igual que su iglesia desde (1983-1992), después el grupo musical se cambió de nombre a Hillsong Live en (1992-2014) y en el 2014 Hillsong Live se cambió de nombre a Hillsong Worship (2014-presente).

## Historia
Hillsong Live lanzó su primer álbum Spirit and Truth en 1988. A continuación, Show Your Glory en 1990, The Power of Your Love en 1992, Stone's Been Rolled Away en 1993, People Just Like Us en 1994, Friends in High Places (Hillsong album) en 1995, God Is in the House en 1996, All Things Are Possible (Hillsong Church album) en 1997, y Touching Heaven Changing Earth en 1998, By Your Side (Hillsong album) , en 1999, For This Cause en 2000, You Are My World en el año 2001, Blessed (Hillsong album) en 2002 , Hope (Hillsong album) en 2003, For All You've Done en el año 2004, God He Reigns en el 2005, Mighty to Save (Hillsong album) en 2006, Saviour King en 2007, This Is Our God en 2008, Faith + Hope + Love en 2009, A Beautiful Exchange en 2010, God Is Able (Hillsong album) en 2011, Cornerstone (Hillsong Church album) en el año 2012, Glorious Ruins en 2013.
En el 2014 Hillsong Live dejó de ser Hillsong Live o (Hillsong en vivo) para cambiarse de nombre a Hillsong Worship para que no haya confusiones al momento de presentarse las demás producciones musicales ya que la palabra Live significa en español vivo y al momento de presentarse cualquiera de las bandas a las que está asociada el ministerio musical Hillsong como: Hillsong United y Hillsong Young & Free, creaba confusión cual ministerio musical se iba a presentar en vivo, así mismo se hizo el renovamiento de cantantes teniendo una imagen nueva y fresca lanzando así No Other Name, su primer álbum como Hillsong Worship en 2014, Open Heaven / River Wild en 2015, Let There Be Light en 2016, The Peace Project en 2017 y There Is More en 2018. Todos los álbumes del grupo Hillsong Live empezaron desde el 2004 en Australia. El grupo también fue premiado a doce de sus álbumes por los premios Billboard, donde sencillos o singles han alcanzado los primeros lugares en los Christian Albums y los Top Heatseekers (estos son: For All You've Done, God He Reigns, y Mighty to Save). Sus álbumes Saviour King , This Is Our God , Faith + Hope + Love , A Beautiful Exchange, God Is Able, Cornerstone, Glorious Ruins, No Other Name, y Open Heaven / River Wild se han ubicado en el Billboard 200 como mejores álbumes cristianos. Dos de sus álbumes, For All You've Done y Open Heaven / River Wild, han alcanzado el número uno en el ARIA CHARTS (Listas musicales de Australia).
Sus discos han sido grabados bajo las etiquetas de Hillsong Music, Sony Music, Integrity Music, Epic Records, Columbia RecordsSyparrow Records.
A nivel internacional, Hillsong Worship ha sido una influencia importante en la música cristiana contemporánea.·

## Miembros
Actuales
- Reuben Morgan
- Ben Fielding
- David Ware
- Taya Gaukrodger
- Matt Crocker
- Aodhan King
- Renee Sieff
- Joel Houston

#### Anteriores
- Darlene Zschech
- Brooke Ligertwood
- Marty Sampson

## Discografía
- Spirit and Truth (1988)
- Show Your Glory (1990)
- The Power of Your Love (1992)
- Stone's Been Rolled Away (1993)
- People Just Like Us (1994)
- Friends in High Places (1995)
- God Is in the House (1996)
- All Things Are Possible (1997)
- Touching Heaven Changing Earth (1998)
- By Your Side (1999)
- For This Cause (2000)
- You Are My World (2001)
- Blessed (2002)
- Hope (2003)
- For All You've Done (2004)
- God He Reigns (2005)
- Mighty to Save (2006)
- Saviour King (2007)
- This Is Our God (2008)
- Faith + Hope + Love (2009)
- A Beautiful Exchange (2010)
- God Is Able (2011)
- Cornerstone (2012)
- Glorious Ruins (2013)
- No Other Name (2014)
- Open Heaven / River Wild (2015)
- Let There Be Light (2016)
- The Peace Project (2017)
- There Is More (2018)
- HAY MÁS con Hillsong En Español (2019)
- Awake (2019)
- Despierta con Hillsong En Español (2020)
- Take Heart (Again) con Hillsong United y Hillsong Young & Free (2020)
- These Same Skies (2021)
- These Same Skies (Studio) (2022)